# Miracle Workers
Miracle Workers é uma série de televisão de comédia antológica americana, baseada no romance What in God's Name, de Simon Rich.  A série foi criada por Rich e estrelas como Daniel Radcliffe, Steve Buscemi, Geraldine Viswanathan, Jon Bass, Karan Soni, Sasha Compère e Lolly Adefope. Em maio de 2019, a TBS renovou a série para uma segunda temporada, intitulada Miracle Workers: Dark Ages, que teve sua estreia em 19 de janeiro de 2020, com sua estreia em 28 de janeiro de 2020. Em agosto de 2020, a série foi renovada para uma terceira temporada.

## Premissa
Miracle Workers segue "Craig, um anjo de baixo nível responsável por lidar com todas as orações da humanidade, e Eliza, uma transferência recente do Departamento de Sujeira. Seu chefe, Deus, praticamente fez o check out para se concentrar em seus hobbies favoritos. Para evitar a destruição da Terra, Craig, juntamente com Eliza, devem alcançar seu milagre mais impossível até o momento."

## Elenco e personagens

### Principais
- Daniel Radcliffe como Craig Bog
- Geraldine Viswanathan como Eliza Hunter
- Karan Soni como Sanjay Prince
- Jon Bass as Sam
- Sasha Compère como Laura
- Lolly Adefope como Rosie
- Steve Buscemi como Deus

### Convidado
- John Reynolds como Mason
- Angela Kinsey como Gail, um anjo no Departamento de Anjo
- Tim Meadows como Dave Shelby
- Chris Parnell como Pai de Deus
- Margaret Cho como Mãe de Deus
- Tituss Burgess como Irmão de Deus

## Lançamento
Em 4 de dezembro de 2018, a TBS anunciou que a série seria estreada em 12 de fevereiro de 2019. Em 8 de fevereiro de 2019, a TBS lançou o primeiro episódio da série em seu canal oficial no YouTube.

### Marketing
Em 5 de dezembro de 2018, a TBS lançou um trailer para a série. Em 19 de dezembro de 2018, o trailer oficial foi lançado.

### Pré-estreia
Em 26 de janeiro de 2019, a série realizou uma exibição do episódio piloto durante o Festival de Cinema de Sundance de 2019. Entre os participantes, estavam Daniel Radcliffe, Geraldine Viswanathan, Karan Soni e Simon Rich.

## Recepção

### Resposta crítica
No Rotten Tomatoes, a série tem uma taxa de aprovação de 74% com base em comentários de 39 críticos, com uma classificação média de 6.26/10. O consenso crítico do site diz: "Mais charmoso do que inteligente, Miracle Workers funciona como uma vitrine saborosa do poder de estrelas peculiaridades de Daniel Radcliffe e Steve Buscemi." No Metacritic tem uma pontuação de 61 em 100 com base em comentários de 19 críticos.